# Incidenten i Otrar
Incidenten i Otrar eller Ortrarkatastrofen var en incident 1218 i Otrar i dagens Kazakstan mellan Khwarezmidernas imperium och Mongolväldet. Incidenten ledde till mongoliska invasionen av Khwarezm som blev första delen i dess fortsatta invasion av Centralasien.

## Bakgrund
Efter mongolväldets erövring av Naimanerna år 1204 till 1205 flydde den mongoliska fursten Kuchlug, en ättling till Naimanernas khan, till Kara-Khitan där han skapade en maktbas. Djingis khan skickade sin son Jochi och general Jebe för att erövrara Kara-Khitan, vilket var verkställt 1218. Kara-Khitan, som nu var under mongolisk kontroll, gränsade i söder till Khwarezmidernas imperium. Djingis khan såg stora fördelar med att ha en öppen handelsväg mellan öst och väst längs Sidenvägen och ville därför ha en bra handelsrelation med Khwarezmiderna, och dess shah Ala ad-Din Muhammed II. Ursprunget till förslaget om handelssamarbete kom med ett sändebud från Khwarezmiderna strax efter att mongolerna erövrat Peking 1215. Djingis khan behandlade Ala ad-Din Muhammed II som en jämlike och erbjöd att dela världen mellan sig och honom, och han hälsade Ala ad-Din Muhammed II i ett meddelande med orden "[...] du härskar morgonsolen och jag kvällssolen [...]" och 1217 slöts att handelsavtal mellan mongolerna och Ala ad-Din Muhammed II. Dock var Ala ad-Din Muhammed II skeptisk till att Djingis khan var ute efter en fredlig lösning då han var känd som en krigens man, och shahen hade även hört om massaken i Peking 1215.

## Incidenten
Den första handelskaravanen från Mongoliet bestående av 450 muslimer och en mongolisk ledare nådde 1217 Otrar i Khwarezm där de mötte guvernören Inalchuk som var släkting till Ala ad-Din Muhammed II:s mamma. Inalchuk anklagade karavanen för att vara spioner och arresterade dem. Guvernören motiverade sitt handlande med att karavanen innehöll för lite varor för att kunna vara en seriös handelskaravan. Sannolikt hade guvernören underskattat hur mäktigt mongolväldet var. En ytterligare faktor för guvernörens agerande var att en av karavanens handelsmän tilltalade guvernören med hans namn Inalchuk i stället för hans titel Ghayir Khan.
År 1218 var Joch och general Jebe fortfarande i Kara-Khitan för att avsluta den mongoliska invasionen, och avrätta trotsande naimaner. När de jagade naimanstyrkor som flydde mot sydväst kom de i konflikt med Ala ad-Din Muhammed II, vilket ytterligare försämrade de diplomatiska förbindelserna mellan mongolerna och Khwarezmiderna. När Djingis khan fick nyheten om den fängslade karavanen lät han sig inte provoceras, utan skickade sändebud till Ala ad-Din Muhammed II i hopp om att denna skulle straffa guvernören och ge honom en andra chans att agera annorlunda. När sändebudets följe 1218 nådde Ala ad-Din Muhammed II blev de omedelbart avrättade och shahen beordrade även Inalchuk att avrätta den fängslade karavanen och beslagta deras varor.

## Eftermäle
Incidenten tolkades av Djingis khan som en krigsförklaring, och han började planera för en invasion av Khwarezm som verkställdes från 1219 till 1221. Otrar föll till mongolerna år 1219 efter nästan sex månader belägring. Inalchuk fångades nära Samarkand på våren 1220 och avrättades genom att få smält silver hällt i ögonen och öronen.
Invasionen ledde till ett extremt blodbad där alla av khwarezmidernas väsentliga städer totalförstördes. Miljontals människor avrättades, och Khwarezmidernas imperium föll. Dess territorium kom att ingå i mongolväldet. Detta var inledningen till den första av mongolernas tre stora invasionskampanjer västerut.